# Ferdinand Leitenberger
Ferdinand Leitenberger (30. června 1799 Nové Zákupy – 3. září 1869 Zákupy) byl český vojenský důstojník, dobrovolný hasič a konstruktér německého původu z úspěšného podnikatelského rodu Leitenbergerů, který významně ovlivnil počátky tradice textilní výroby v Čechách. Roku 1851 se stal zakladatelem prvního sboru dobrovolných hasičů v Zákupech, prvního dobrovolnického hasičského sboru v Rakouské monarchii, a také tradice sborů dobrovolných hasičů, které se v Česku staly kulturním a společenským fenoménem.

## Život

### Rodina
Narodil se v Nových Zákupech, sídelním městě rodiny Leitenbergerů, poblíž České Lípy. Jeho otcem byl továrník Ignác, dědem pak Johann Josef Leitenberger, zakladatel textilních manufaktur a jedna ze zásadních postav průmyslové revoluce v Čechách. Vlastnil jedny z prvních a nejmodernějších továren v zemích Koruny České, nejprve v severočeských Verneřicích, následně též v Úštěku, Zákupech, Praze a Josefově Dole, zákupskou továrnu po jeho smrti zdědil právě Ignác Leitenberger. Po jeho smrti se řízení továrny ujal syn Eduard Leitenberger.
Ferdinand vystudoval vojenskou akademii, následně si začal budovat vojenskou kariéru u císařského jezdectva. Sloužil v Haliči, Sedmihradsku a Uhersku, a dosáhl hodnosti rytmistra. Roku 1838 byl z důvodu nemoci penzionován a vrátil se do rodného kraje.

### Hasičský sbor v Zákupech
Zde se začal zabývat, tehdy unikátní, myšlenkou německého průkopníka hasičství Conrada Dietricha Magiruse vytvoření obecních specializovaných a dobře organizovaných jednotkek vycvičených pro boj s požáry. Našel podporu u zákupského starosty i císaře Ferdinanda I., který využíval zákupský zámek jako letní sídlo a po své abdikaci ve prospěch Františka Josefa I. roku 1848 zde trvale žil. Roku 1851 tak došlo k založení a zorganizování zákupského hasičského sboru, jehož se Leitenberger stal prvním kapitánem. Byl založen jako první svého druhu v zemích Rakouské monarchie.

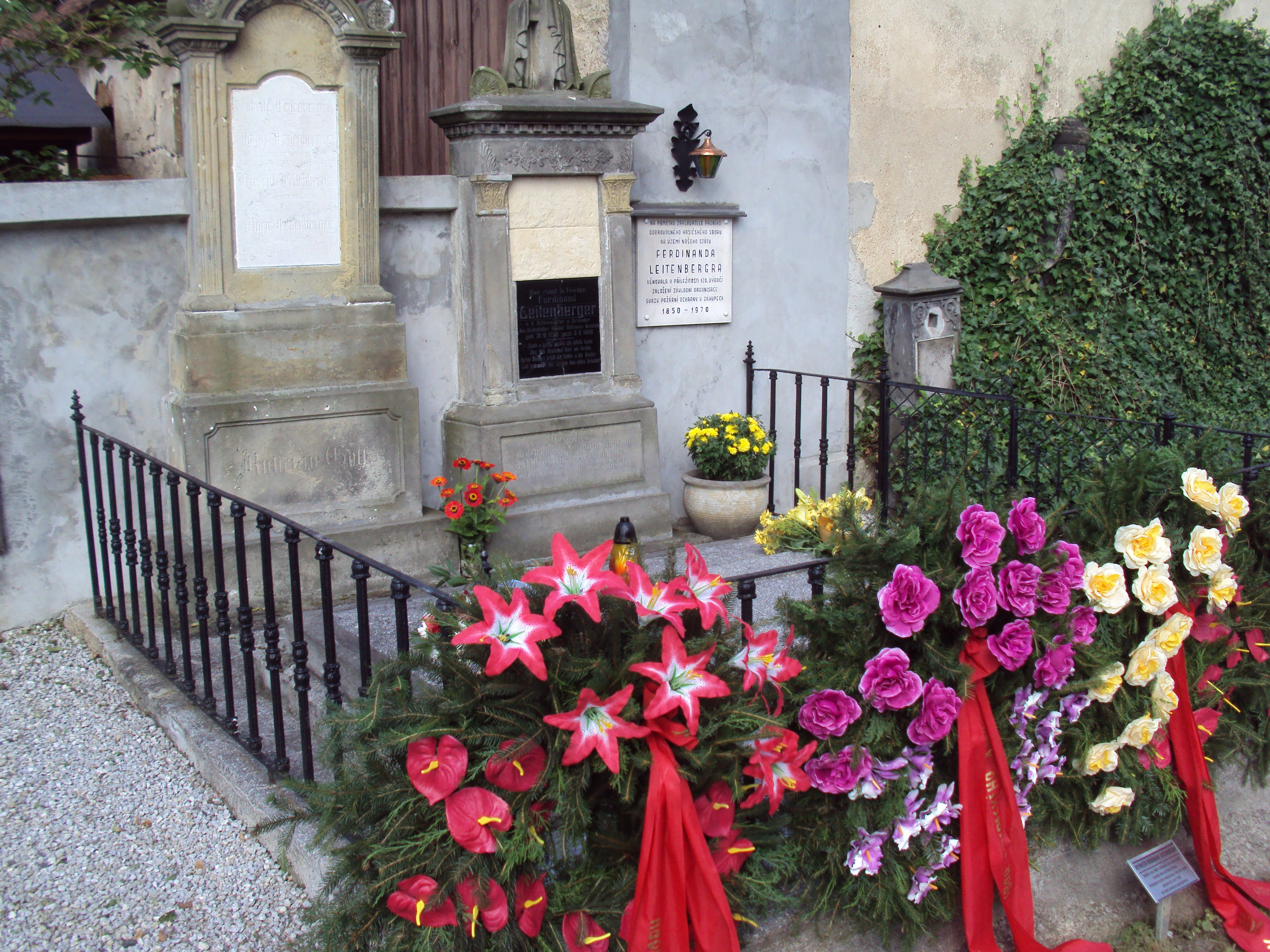
Hrob Ferdinanda Leitengergera při hasičských oslavách

Leitenberger pak využil nabyté zkušenosti k propagaci vzniku dalších nových hasičských sborů, zejména v Čechách. V roce 1855 vydal tiskem příručku Dobrovolné hasičské sbory (Freiwilige Pompierskorps), která se stala návodem pro zakládání a vedení dalších jednotek po celé zemi. Působil také jako konstruktér a vynálezce: nechal si například patentovat vlastní vylepšenou verzi hydroforu, náhonového mechanismu hasicích stříkaček či přenosné mlátičky obilí.

### Úmrtí
Ferdinand Leitenberger zemřel v Zákupech 3. září 1869 a byl pochován na zákupském hřbitově. 

### Rodinný život
Jeho bratrancem byl mj. Friedrich von Leitenberger, poslanec Českého zemského sněmu a Říšské rady.